# Liste der Biografien/Enga
Liste der Biografien |
Portal Biografien |
Personensuche
# |
A |
B |
C |
D |
E |
F |
G |
H |
I |
J |
K |
L |
M |
N |
O |
P |
Q |
R |
S |
T |
U |
V |
W |
X |
Y |
Z |
?
 
Ea |
Eb |
Ec |
Ed |
Ee |
Ef |
Eg |
Eh |
Ei |
Ej |
Ek |
El |
Em |
En |
Eo |
Ep |
Eq |
Er |
Es |
Et |
Eu |
Ev |
Ew |
Ex |
Ey |
Ez
 
Ena |
Enb |
Enc |
End |
Ene |
Enf |
Eng |
Enh |
Eni |
Enj |
Enk |
Enl |
Enm |
Enn |
Eno |
Enq |
Enr |
Ens |
Ent |
Enu |
Env |
Enw |
Enx |
Eny |
Enz
 
Enga |
Engb |
Engd |
Enge |
Engf |
Engg |
Engh |
Engi |
Engj |
Engl |
Engm |
Engn |
Engo |
Engq |
Engr |
Engs |
Engu |
Engv |
Engw
Die Liste der Biografien führt alle Personen auf, die in der deutschsprachigen Wikipedia einen Artikel haben. Dieses ist eine Teilliste mit 8 Einträgen von Personen, deren Namen mit den Buchstaben „Enga“ beginnt.

## Enga

### Engan
- Engan, Jan Erik (* 1986), norwegischer Fußballschiedsrichterassistent
- Engan, Toralf (* 1936), norwegischer Skispringer
- Enganamouit, Gaëlle (* 1992), kamerunische Fußballspielerin

### Engar
- Engartner, Tim (* 1976), deutscher Sozialwissenschaftler und Autor

### Engas
- Engasser, Quirin (1907–1990), deutscher Schriftsteller

### Engau
- Engau, Harry (* 1925), deutscher Fußballspieler
- Engau, Johann Rudolph (1708–1755), deutscher Rechtswissenschaftler
- Engau, Otto (1848–1925), deutscher Ingenieur, Gastwirt und der künstlerische Erschaffer des Bismarck-Ehrengartens im heutigen Dresdner Stadtteil Laubegast an der Elbe